# Giuseppe Cocozza
Giuseppe Cocozza (Nola, 16 giugno 1816 – Napoli, 30 dicembre 1892) è stato un politico italiano.
Fu senatore del Regno d'Italia nella XIII legislatura.